# Colony 7
Colony 7 è un videogioco arcade di genere sparatutto a schermata fissa, sviluppato dalla divisione statunitense di Taito, Taito of America, e pubblicato da Taito stessa nel 1981.
È incluso esclusivamente nella raccolta per PC, PlayStation 2 e Xbox Taito Legends, uscita nel 2005 solo in Occidente.

## Modalità di gioco
Il gameplay di Colony 7 è un ibrido tra Space Invaders e Missile Command. Il giocatore è chiamato a proteggere la colonia spaziale Colony 7 dall'invasione di alieni "Jarviniani". Attraverso il joystick viene mosso un cursore che indica il punto nel cielo nel quale centrare le astronavi con i due cannoni ad impulsi a sua disposizione. Uno scudo ionico fornisce sicurezza temporanea alle strutture della colonia, e per ogni struttura integra al termine di un'invasione vengono regalati punti bonus.
Un'innovazione del tempo è che si possono acquistare armi aggiuntive per crediti extra. Il giocatore ha a sua disposizione una gamma di armi più potenti che possono essere attivate per un numero limitato di volte a partita. Può essere attivato un "Mega-Blaster" che distrugge tutto nel suo raggio usando le riserve di carburante a terra, oppure un "Eradicator" una volta che distrugge ogni alieno sullo schermo.